# Viện hàn lâm Ngôn ngữ Hebrew

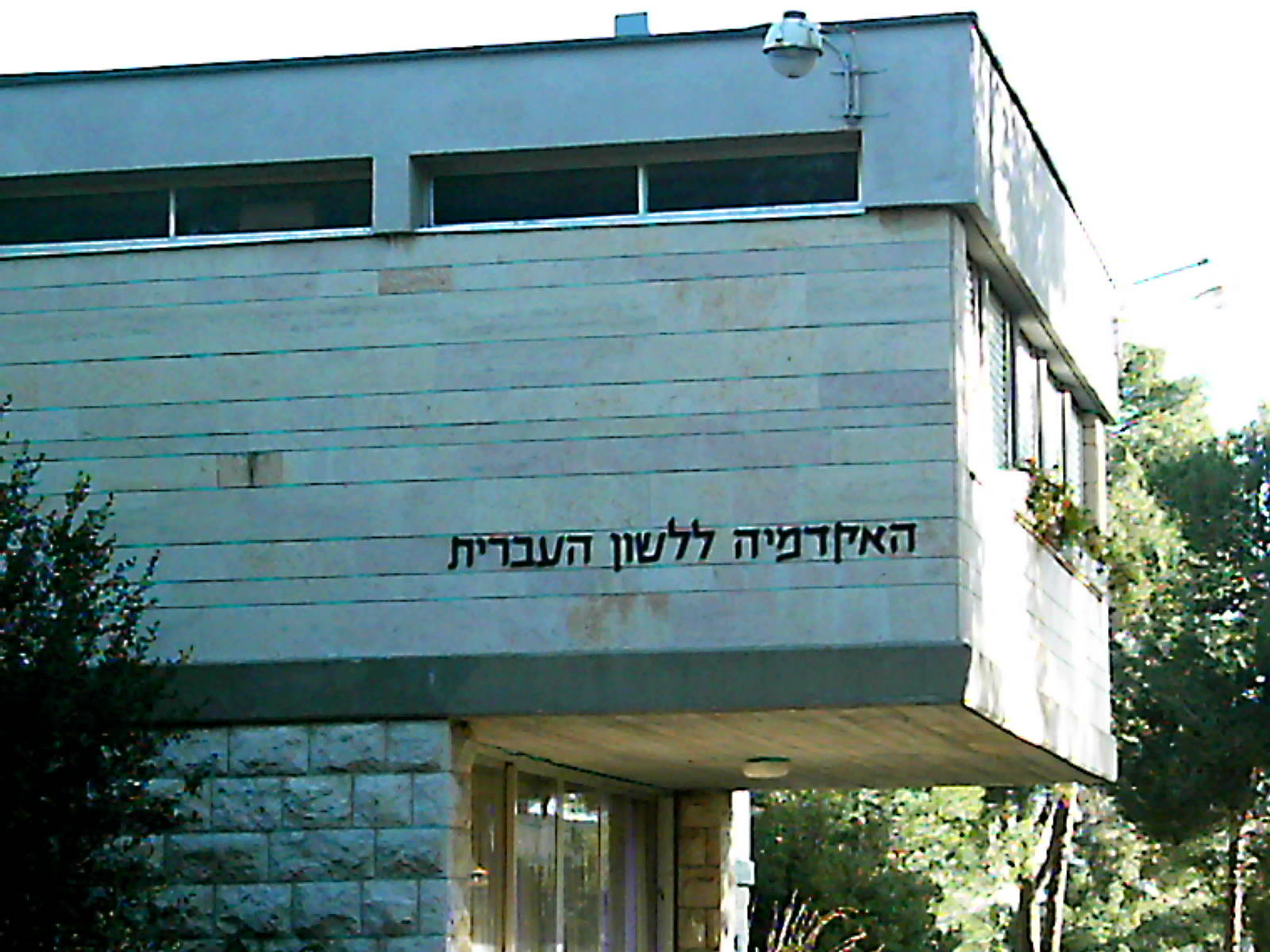
Trụ sở của Viện hàn lâm Ngôn ngữ Hebrew tại Đại học Hebrew của Jerusalem - Givat Ram, Jerusalem

Viện hàn lâm Ngôn ngữ Hebrew (tiếng Hebrew: הָאָקָדֶמְיָה לַלָּשׁוֹן הָעִבְרִית, HaAkademya laLashon haIvrit) là "tổ chức tối cao cho việc nghiên cứu ngôn ngữ Hebrew".
Được chính phủ Israel thành lập năm 1953 trên Đại học Hebrew của Jerusalem, Viện thay thế cho Ủy ban Ngôn ngữ Hebrew (Vaad lashon ha-ha-Ivrit) được thành lập vào năm 1890 bởi Eliezer Ben Yehuda, chủ tịch đầu tiên của tổ chức. Do tiếng Do Thái trở thành ngôn ngữ nói ở Palestine và đã được thông qua bởi hệ thống giáo dục này, Ủy ban Ngôn ngữ Hebrew xuất bản bản tin và từ điển. Ủy ban đặt ra hàng ngàn từ trong sử dụng hàng ngày ngày nay.. Đơn vị kế tục của nó, Viện hàn lâm Ngôn ngữ Hebrew đã tiếp tục sứ mệnh này tạo ra các từ mới tiếng Do Thái, để giữ cho sử dụng hiện đại.
Mặc dù hoạt động của Viện là tạo ra từ mới có nguồn ngốc và cấu trúc từ tiếng Do Thái để thay thế từ vay mượn có nguồn gốc từ các ngôn ngữ khác, nhưng tên của Viện vẫn là một từ vay mượn "akademya". Viện thiết lập các tiêu chuẩn về ngữ pháp, chính tả, phiên âm, và dấu chấm câu cho tiếng Do Thái hiện đại dựa trên lịch sử phát triển của ngôn ngữ.
Ban quản trị bao gồm 23 thành viên. Ngoài ra, Viện sử dụng 15 cố vấn học tập, trong đó có các học giả đáng kính của ngôn ngữ, ngôn ngữ học, nghiên cứu Lịch sử Do Thái và Kinh Thánh Do Thái. Những quyết định của Viện có tính bắt buộc trên tất cả các cơ quan chính phủ, bao gồm Cơ quan phát thanh truyền hình Israel.